# Liste der Monuments historiques in Cantenay-Épinard
Die Liste der Monuments historiques in Cantenay-Épinard führt die Monuments historiques in der französischen Gemeinde Cantenay-Épinard auf.

## Liste der Bauwerke
| Bezeichnung    | Beschreibung              | Standort | Kennzeichnung | Schutzstatus | Datum | Bild |
| -------------- | ------------------------- | -------- | ------------- | ------------ | ----- | ---- |
| Friedhofskreuz | Erbaut im 17. Jahrhundert | (Lage)   | PA00109003    | Classé       | 1964  |      |

## Liste der Objekte
| Bezeichnung          | Beschreibung                                  | Standort                        | Kennzeichnung | Schutzstatus | Datum | Bild |
| -------------------- | --------------------------------------------- | ------------------------------- | ------------- | ------------ | ----- | ---- |
| Liturgische Kleidung | Seide, 18. Jahrhundert; in Angers eingelagert | in der Kirche St-Hilaire (Lage) | PM49003073    | Inscrit      | 1987  |      |